# فالوش
فالوش (به فرانسوی: Faluche) یک نان سنتی در منطقه نور-پا-دو-کاله در شمال فرانسه و منطقه تورنه در جنوب بلژیک پخته می‌شود.
فالوش نان سفید کم رنگی است که نرم و نسبتاً متراکم است. این نان نه گرد است و نه مسطح، اما تا حدودی شبیه یک توپ فوتبال کوچک است. ممکن است در صبحانه گرم با کره و مربا یا با پنیر خامه ای و ماهی آزاد دودی یا به عنوان میان‌وعده با کره و شکر قهوه ای یا با پنیر بری مصرف شود. فالوش با آرد سفید، مخمر نانوایی، آب، کمی نمک و کره درست می‌شود. 